# دیک تورپین
دیک تورپین (به انگلیسی: Dick Turpin) یک فیلم ماجراجویی و درام تاریخی اسپانیایی محصول سال ۱۹۷۴ به کارگردانی فرناندو مرینو با بازی جهانگیر غفاری، اینس مورالس و سانچو گراسیا است. این فیلم بر اساس زندگی یک دزد بزرگ افسانه‌ای انگلیسی دیک تورپین (۱۷۰۵ الی ۱۷۳۹) ساخته شده‌است.
دکورهای فیلم توسط کارگردان هنری آدولفو کوفینو طراحی شده‌است.

## داستان
دیک تورپین (با بازی جهانگیر غفاری) یک قانون‌شکن انگلیسی است که در قرن هجدهم به شورش علیه ارل بلفورت دامن زد. علاوه بر این، او به دختر ظالم کمک می‌کند تا رؤیای عشق خود را برآورده کند و با شان، وارث قبیله رقیب مک گرگور، ازدواج کند.